# Arnaldo Valdovinos
Arnaldo Valdovinos (*Villeta en 1908 - †Buenos Aires en 1991) fue un escritor, abogado y político paraguayo. Fue un conocido militante del Partido Revolucionario Febrerista.

## Juventud
Cursó sus estudios secundarios en el Colegio Nacional de la Capital, y sus estudios universitarios en la Facultad de Derecho de la Universidad Nacional de Asunción.
Empezó a escribir en periódicos estudiantiles. Luego, redactó en el célebre periódico "El Diario".

## Obras
Publicó varios libros en prosa y versos. Algunos de ellos son: Cosecha Celeste (1929), Bajo las botas de una bestia rubia (1932), El Mutilado del Agro (1935), La incógnita del Paraguay, Cruces de Quebracho (1934).

## Vida política
Participó activamente del movimiento revolucionario del 17 de febrero, donde ocupó el cargo de Ministro de Agricultura, impulsando la primera reforma agraria del Paraguay. Siguió militando en el movimiento, hasta la fundación del Partido Revolucionario Febrerista, en 1951.